# Seewasserfilter
Ein Seewasserfilter dient in Wasserfahrzeugen der Filterung des aus dem umgebenden Gewässer angesaugten Salz- oder Süßwassers.

## Aufgabe
Er verhindert, dass Verunreinigungen in wasserführende Komponenten wie Pumpen und Motorkühlung gelangen, gewährleistet so einen reibungslosen Betrieb und verlängert die Lebensdauer der Technik.

## Funktion
Der Wasserfilter reinigt das angesaugte Seewasser, bevor es weiter verwendet wird. Ein häufig aus Edelstahl gefertigtes Filterelement fängt grobe Schmutzpartikel wie Seegras, Tang, Algen, Sand und Steine ab, die den Folgeeinrichtungen wie Impeller oder dem Kühlsystem des Motors Schaden zufügen könnten. Angeschlossen werden sie an ihrer Einlassseite am Seeventil, die Auslassseite wird meist mit einer Wasserpumpe verbunden. Die Montage findet in der Regel oberhalb der Wasserlinie statt, damit das Fahrzeug bei einem Defekt nicht voll Wasser läuft.